# Flying Enterprise (flyselskab)
 For alternative betydninger, se Flying Enterprise (flertydig). (Se også artikler, som begynder med Flying Enterprise)
Flying Enterprise AS Denmark, var det første egentlige charterflyselskab i Danmark, aktivt fra 1959 til 1965. Selskabet er opkaldt efter skibet Flying Enterprise, med danskfødte kaptajn Kurt Carlsen, der ved årsskiftet 1952 blev verdenskendt under kampen med at redde det kæntrede skib og dets hemmelige last.
Selskabet blev stiftet juli 1959 af 2 tidligere SAS-ansatte, Hans Linde og Finn Nielsen, der ønskede at udfordre SAS, som dengang havde et negativt syn på charterflyvninger. Tidligere, i 1950'erne, havde rejsearrangøren Aero-Lloyd opereret som chartertransportør med et Douglas DC-3 fly.
Flying Enterprise opererede med 5 stk. Canadair C-4 Argonaut, et 4-motors propelfly, der var en Canadisk videreudvikling af det amerikanske Douglas DC-4 fly. De var alle lejet fra Overseas Aviation og havde tidligere fløjet hos det britiske selskab BOAC. Flyene var oprindeligt beregnet til 62 passagerer, men i ombygget charterversion med plads op til 90 passagerer. De danske indregistreringer var: OY-AAH, OY-AAI, OY-AFA, OY-AFB og OY-AFC, dog var kun 4 fly i samtidig drift hos Flying Enterpise, og de udgik af det danske register i 1965.
I 1960 indgik Flying Enterprise kontrakt med Simon Spies om, at selskabet skulle flyve gæster for Spies Rejser sydpå.
Fra 1964 rådede Flying Entreprise over fire Douglas DC-7, 4-motors propelfly med plads op til 112 passagerer i charter version. To af flyene (OY-DMP og OY-DMR) var registreret til Flying Enterprise, men angivelig lejet fra svenske Osterman Air Charter, flyene overgik senere til charterselskabet Internord. De andre to fly var lejet hos Simon Spies, der samme år havde oprettet Conair of Scandianavia (Consolidated Aircraft Corporation of Scandinavia A/S), ikke at forveksle med det samtidige australske luftfartsselskab Conair, med det formål at udleje fly til luftfartsselskaber. Den første og eneste kunde var Flying Entreprise.
I marts 1965 gik Flying Entreprise imidlertid konkurs, og da den på daværende tidspunkt eneste charterkunde var Spies Rejser, der tillige ejede to af DC-7 flyene (OY-DMY og OY-DMS), valgte Simon Spies selv at gå ind i charterbranchen. Conair of Scandinavia overtog derfor Flying Enterprises hangar, organisation og personale.
I dag er selskabet efter sammenlægninger og salg blevet en del af Thomas Cook Airlines Scandinavia.